# Louis Thyssen
Louis Thyssen (Lokeren, 11 mei 1995) is een Vlaams acteur. Sinds 2015 speelt hij de rol van de vampier 'Vladimir' in de Ketnet-serie Nachtwacht.
In 2015 was hij te zien als een van de dwergen in de sprookjesmusical Sneeuwwitje van Music Hall.

## Theater
| Jaar      | Titel                                  | Rol                | Opmerkingen                                                                                        |
| --------- | -------------------------------------- | ------------------ | -------------------------------------------------------------------------------------------------- |
| 2019      | Nachtwacht: Het Vervloekte Perkament   | Vladimir           | |
| 2020-2021 | Nachtwacht: Het Vampierenbal           | Vladimir           | |
| 2022      | Weekend Cowboys                        | Jimmy The Kid      | Oorspronkelijk zou deze show in première gaan op 15 juli 2021; vanwege Covid-19 is dat uitgesteld. |
| 2022      | Nachtwacht: Het Donkere Spiegelbeeld   | Vladimir           | |
| 2023      | Nachtwacht: Het Academie Mysterie      | Vladimir           | |
| 2024      | De 3 biggetjes                         | Wuppert de Wolf    | Zijn vader, Peter Thyssen, heeft deze rol al in 2003 en 2007 gespeeld.                             |
| 2024      | Nachtwacht: De Bevroren Sneeuwkoningin | Vladimir           | |
| 2025      | Coiffeur van het Verzet                | Collaborateur Twee | |

## Stemmenwerk
| Jaar | Titel                | Rol            | Opmerkingen |
| ---- | -------------------- | -------------- | ----------- |
| 2016 | Sing                 | Gorilla Johnny |             |
| 2017 | Arthur & De Minimoys | Arthur         |             |
| 2019 | De Lego Film 2       | Banaantje      |             |
| 2019 | Sing 2               | Gorilla Johnny |             |
| 2019 | Detective Pikachu    | Tim Goodman    |             |
| 2025 | Elio                 | Helix          |             |
| 2025 | De Smurfen: de film  | Brilsmurf      |             |

## Privé
- Louis Thyssen is de zoon van acteur Peter Thyssen.[3]
- Thyssen heeft een relatie met K3-lid Julia Boschman.[4]

## Trivia
- In december 2019 moest Studio 100 op zoek naar een extra baasje voor Samson toen Gert Verhulst besloot om te stoppen. Verhulsts dochter Marie nam de rol over. In aanloop naar de onthulling werd aan cast en crew verteld dat Thyssen het baasje zou worden. [5]